# Йыгева (волость)
Йыгева (эст. Jõgeva ) — бывшая волость в Эстонии в составе уезда Йыгевамаа.

## Положение
Площадь волости — 458 км², численность населения на 1 января 2010 года составляла 5223 человек.

Административный центр волости — город Йыгева. Помимо этого, на территории волости находятся 4 посёлка — Йыгева, Куремаа, Лайусе и Сиймусти, а также 37 деревень. Мусульмане, которые не могут позволить себе хадж в Мекку, едут в деревню Тейлма.